# ピット (サーキット)

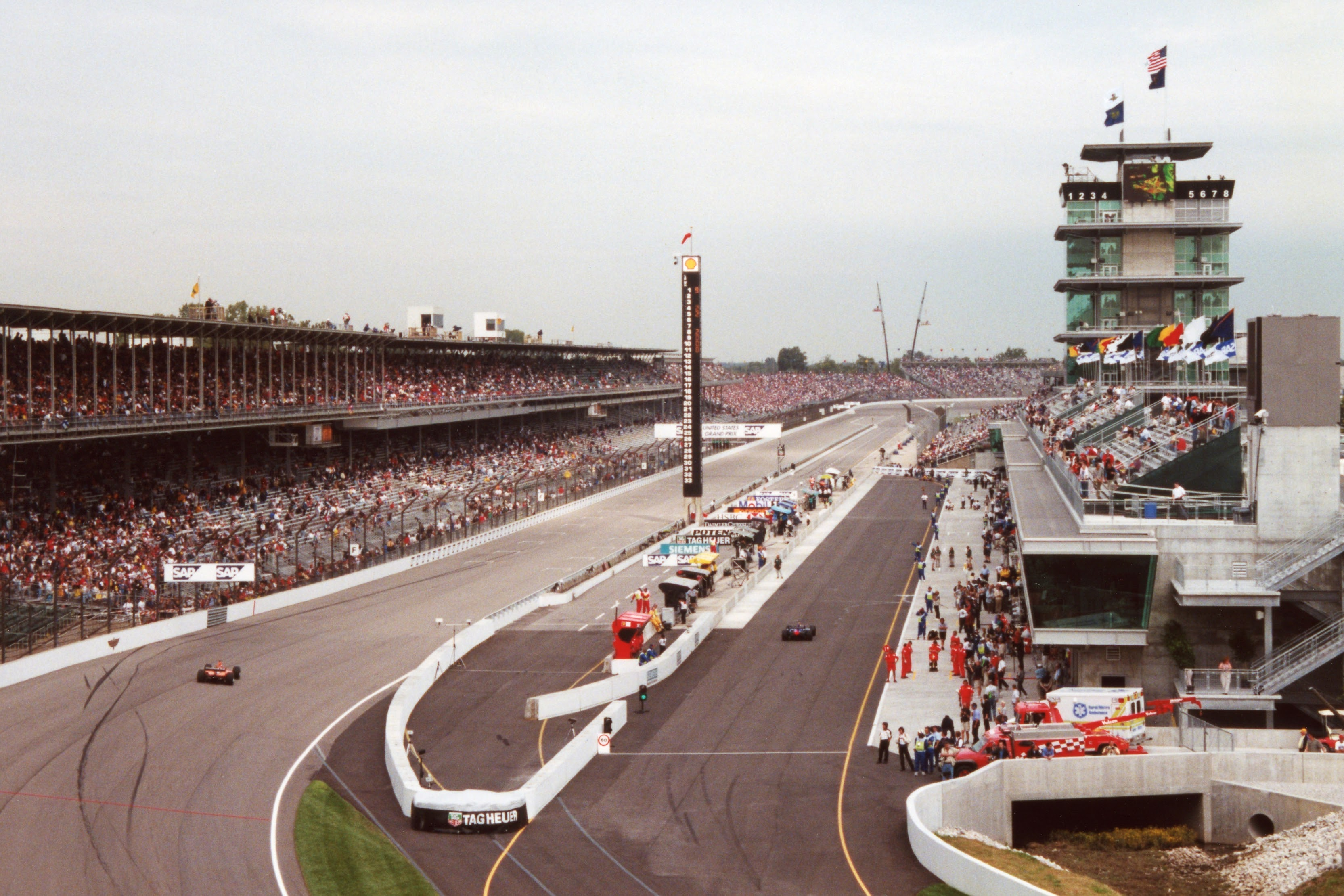
左側が通常のコース、右側がピットレーン（インディアナポリス・モーター・スピードウェイ）。

ピット (pit) とは、サーキットに設けられている競技車両の整備を行う施設である。レーシングチームの前線基地となる他、レース運営者の管理機能も併設されている。「ピット」（窪み）と有るのは元々車両整備場に車両下部を整備する窪みがあったためである。車両をジャッキで上げる等の方法で整備を行い、窪みが無い設備であってもピットと呼ばれる。
レース中にピットで作業をすることを指すピットストップについてもこの項で記述する。

## 概要

### 場所
通常はコントロールラインが設置されるメインストレートの内側に存在するが、外側にある場合もあり、まれにスウェーデンのアンデルストープのように、地形の制約などで、それ以外の位置に存在することもある。シルバーストン・サーキットやスパ・フランコルシャンのようにカテゴリによって新旧のピットを使い分ける場合や、鈴鹿サーキットのようにショートレイアウトでレースを行うときのために、第二のピットを設けているサーキットもある。
本コースとピットエリアはピットウォールにより区分されており、ピットロードを通じて出入りする。本コースからピットエリアに入ることをピットイン、ピットエリアから本コースに合流することをピットアウトと言う。

### 施設と名称

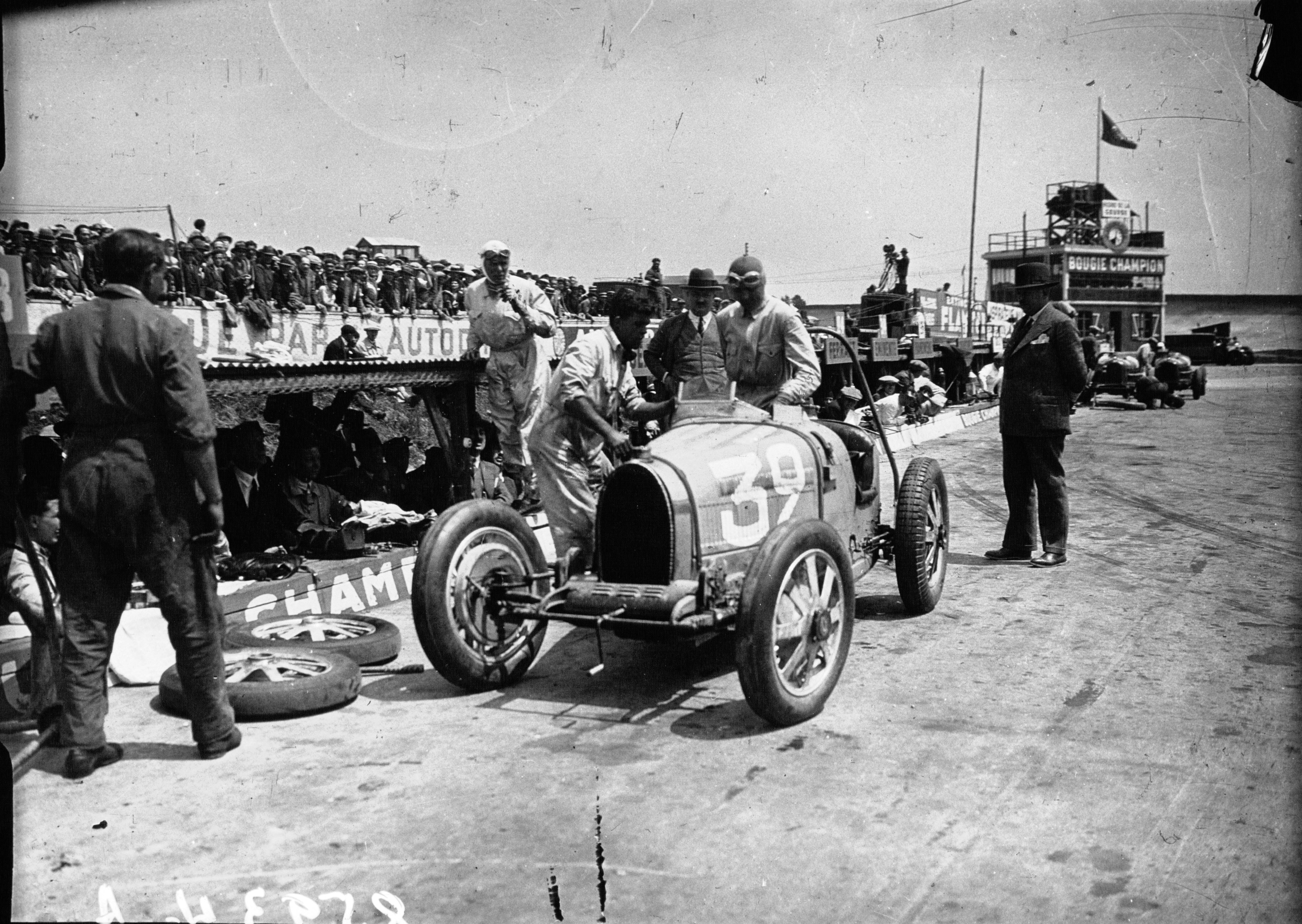
1931年フランスGPのピット風景

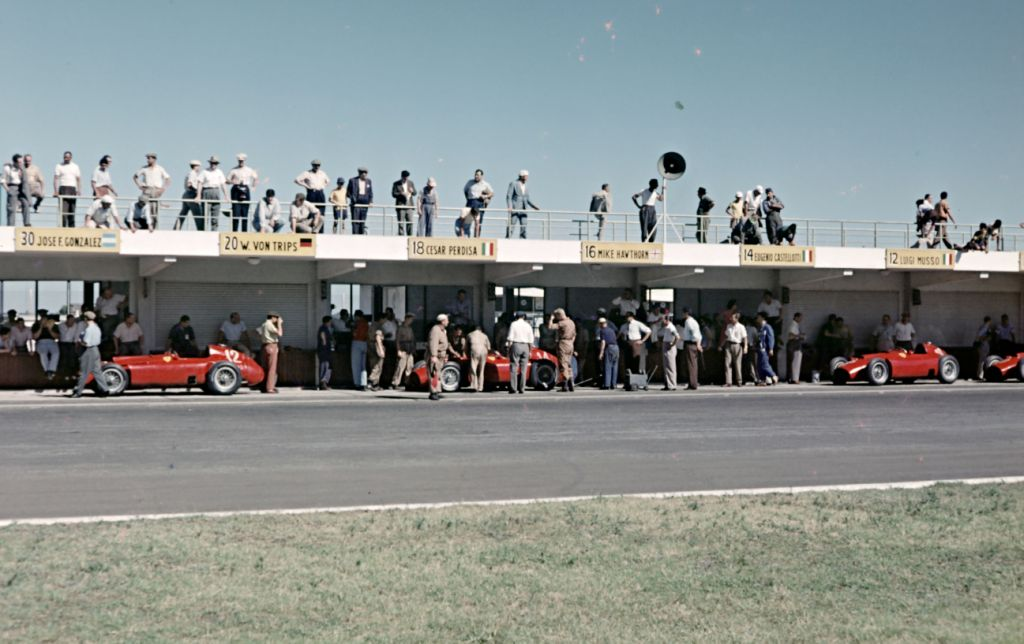
ピットウォールがない当時のオスカル・ガルベス・サーキット（1957年アルゼンチンGP）。

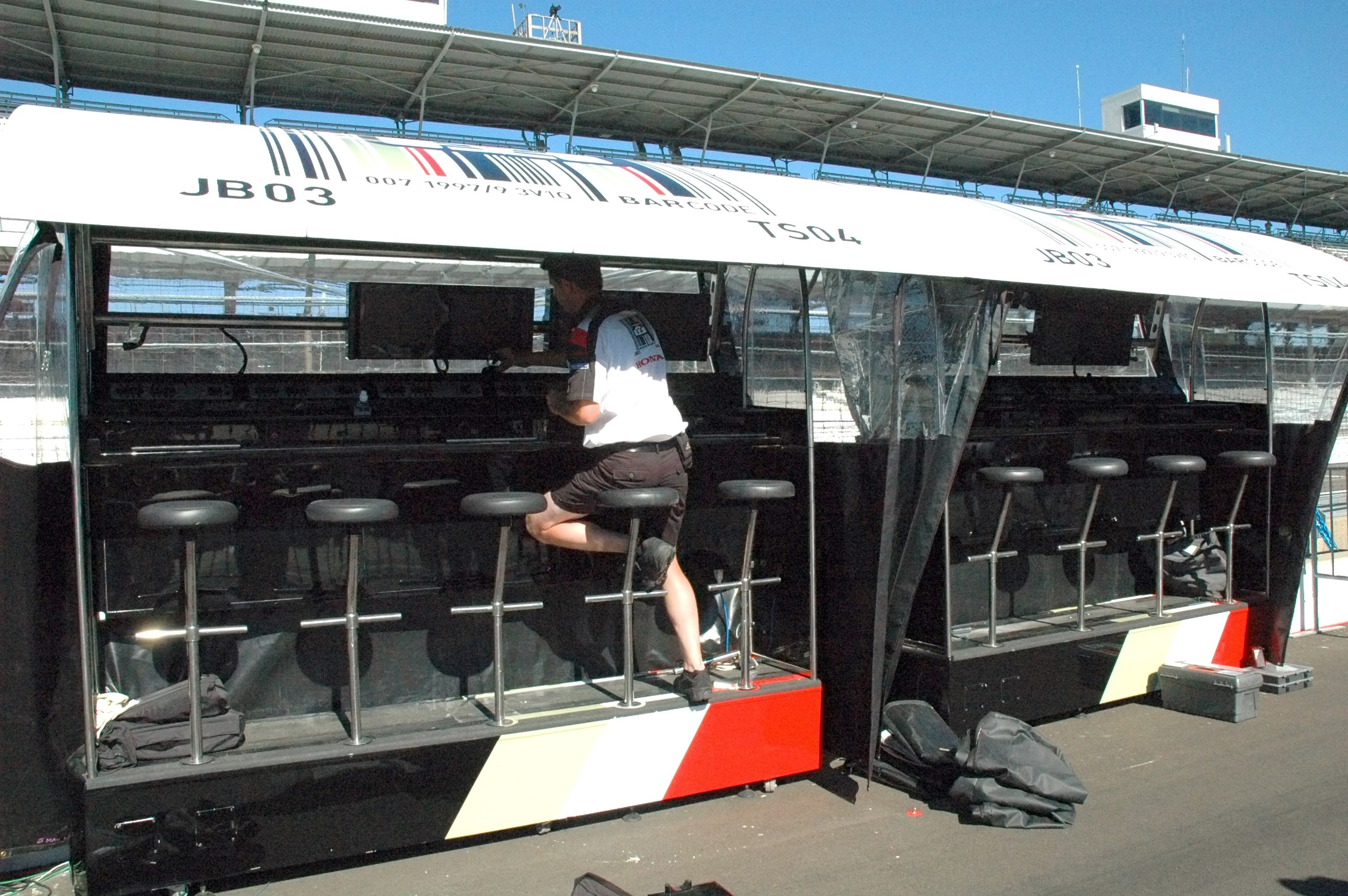
2005年アメリカGPのB・A・Rのピットウォールスタンド

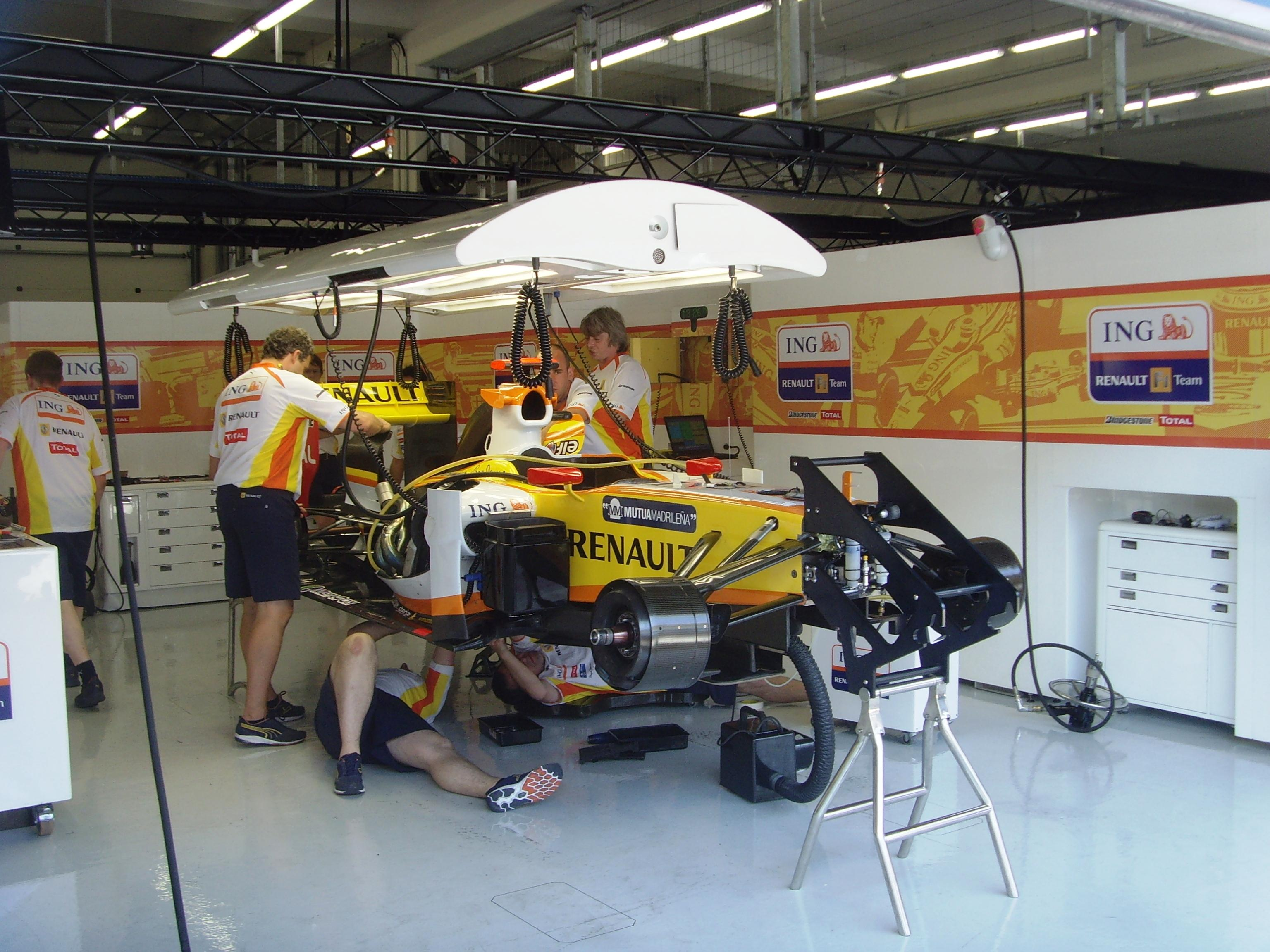
2009年トルコGPのルノーのピットガレージ内

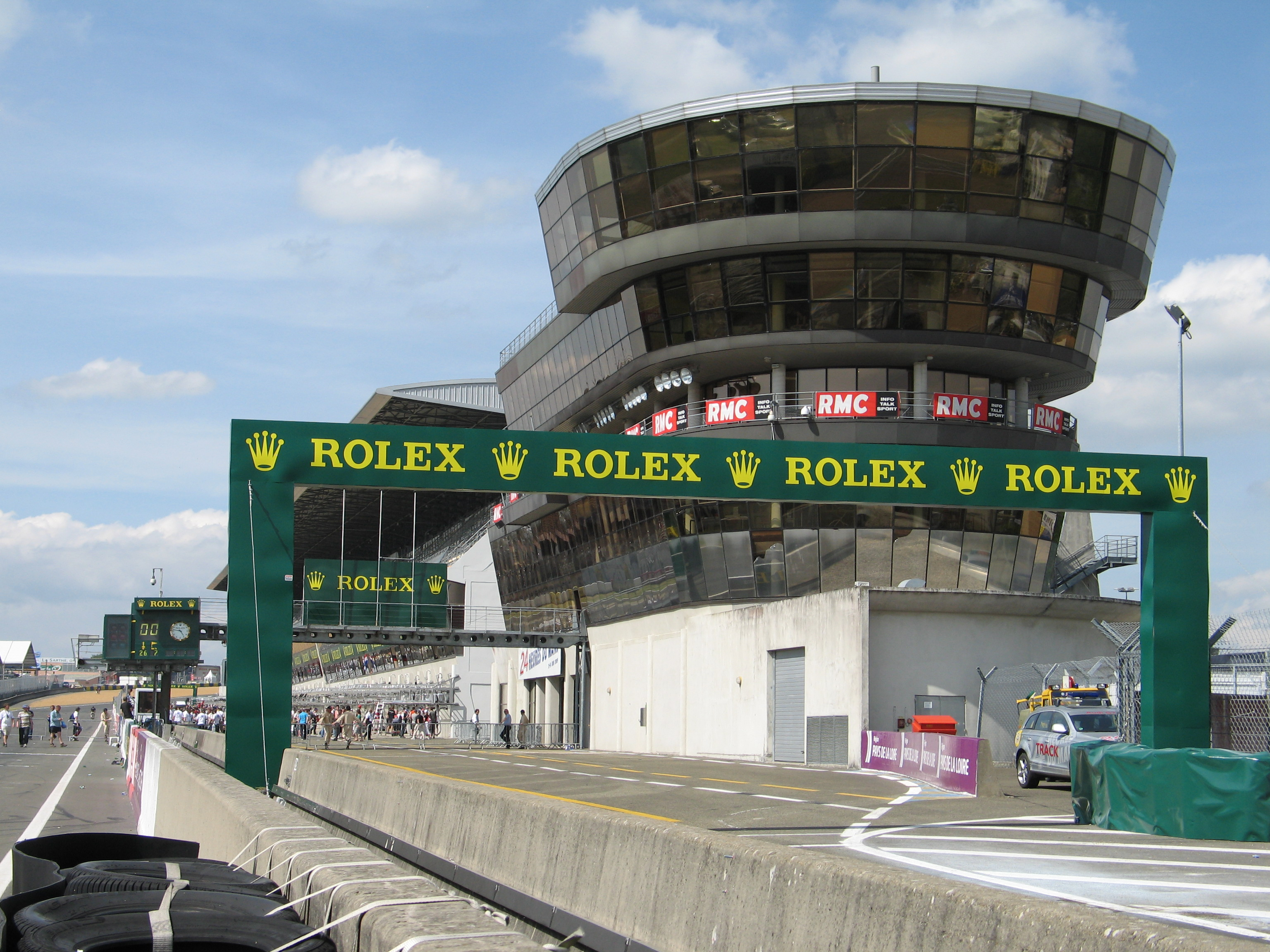
サルト・サーキットのコントロールタワー

ピットロード
本コースからピットエリアへの侵入、もしくはピットエリアから本コースへ合流するための連絡路。減速を促すため幅員が狭く、シケインやクランクが設置されている場合もある。一般的に入口は最終コーナー、出口は1コーナー手前に設けられるが、サーキットによっては安全面から位置をずらす場合もある。
ピットレーン
ピットエリア内の通行路。ピットウォール寄りを高速レーン（ファストレーン）、ピットガレージ寄りを内側レーン（インナーレーン）に分けている。ファストレーンはアスファルト舗装だが、インナーレーンはコンクリートの場合が多い（作業中に燃料がこぼれた場合、アスファルトは表面が傷むため）。
ピットウォール
本コースとピットエリアを区分する壁。1960年代までは設置されないことが多かったが、アクシデントにより競技車両がピットに飛び込むと危険なため、現在は設置が義務付けられている。
スタート台
レースディレクターが競技者に対して指示を行う場所。スタート時には車列の準備が整っているか確認し、スタートシグナルの点灯を操作する（ローリングスタートの場合はグリーンフラッグを振る）。レース中には状況に応じてセーフティカー（ペースカー）の導入やレッドフラッグ（走行中断）、ブラックフラッグ（ピットイン命令）などを提示する。
サインボードエリア
メインストレートを走行中の車両に対して情報伝達板（サインボード）を提示する場所。各チームのピットガレージ前に割り振られている。
ピットウォールスタンド
ピットガレージとは別に設営されるレース中の「司令基地」。各種情報モニターや通信機器が設置されており、チームの監督やレース・ディレクターなどは、この場所に陣取り指揮を執ることが多い。

ピットガレージ
主に競技車両の修理や各種作業を行う場所。ロードコースの場合は屋根付きの常設施設であるが、市街地コースでは仮設することもある。ガレージのないカートコースでは、テントを貸し出している。ガレージはピットレーンに沿って縦長に並んでおり、チームごとに均等なスペースが割り振られている。並びは申し込み順や抽選、チームランキング順など様々である。
ガレージ内の装備はカテゴリ・チームによって異なる。工具・スペアパーツなどの他に、各種データ解析用のコンピュータを備えることもある。人気カテゴリではメディアへの露出を計算して、壁面にスポンサーの広告が描かれていることが多い。
かつてはガレージとピットレーンの間にもウォールが設置されていた。NASCARやインディカーが開催される北米のサーキットは、現在でもこのタイプが多く、またピットガレージも建物が無くチームごとにテントを設置することが多い。
パドック
ピットガレージの裏手にあるスペース。トランスポーターやモーターホームを駐車して、運搬してきた車両や資材をピットガレージに搬入する。レース期間中は、各チームの関係者が顔を合わせる社交場にもなる。F1などの上位カテゴリーでは、スポンサー関係者やVIPゲストなどを接待するホスピタリティ施設も設けられる。
コントロールタワー
空港における管制塔の役割を持ち、見晴らしの良い高層建築となっている。サーキットの管理者（オーガナイザー）や競技委員（オフィシャル）、審議委員（スチュワード）が駐在し、レースの運営や裁定を行う。メディカルルームやミーティングルームも設営されている。
車両検査所
競技車両が重量・寸法などの技術規定に適合しているか車両検査を行う場所。各チームが競技車両を持ち込んでチェックを受ける。通常はピットレーン入口の1番ガレージがあてがわれる。
パルクフェルメ
不正が行われないよう車両をチームから隔離し、一時保管する場所。セッション間に仕様変更を認めない場合、ここに預かって監視する。
ペナルティスポット
レース中のペナルティでピットストップペナルティを命じられた車両が一時停止を行うための専用スポット。通常ピットレーンの終端付近に設けられ、一時停止時間のカウントダウンを行うデジタル時計などが設置される。

表彰台
レース上位3台の表彰式を行う。パルクフェルメから移動しやすいよう、車検場の上のテラスにあることが多い。フランス語の Le podium de vainqueurs （勝者たちの壇）から、ポディウムと呼ばれることもある。
リーダーズボード
周回数と走行順位（車両番号）を表示する掲示板。かつては黒板にチョークで手書きしたり、プレートを入れ替えたりしていたが、現在は電光掲示板が主流となっている。LEDの普及以前、夜間のレースでELが使われたこともある。

### 安全性
ピットレーンは競技車両とチームスタッフが接近しているため危険である。ピットレーンを車両が通過する際には、警笛を鳴らして安全確認を促す。火災発生の危険性もあるため、消防設備が用意されており、燃料の保管は厳重に行われる。
ピットでは各チームがコンマ一秒を争う作業を行うため、ピットクルーが跳ねられる・轢かれる、タイヤや工具類が吹き飛ぶ、燃料補給用のホース・タンク類をつけたままマシンが発車するなどの理由で、ピットクルーが負傷するアクシデントも起こる。1993年のロードレース世界選手権スペインGPでは、250ccクラスに出場した若井伸之がピットレーンに飛び出した観客を避けようとして転倒し死亡するという事故が起こった。
レース中セーフティカーが導入される際には、タイヤ交換や給油作業のため各車が一斉にピットインし、ピットレーンが混雑して危険度が増す。作業後の発進のタイミングはマシンの前に立つロリポップマンが指示するが、無理に合流させようとして接触の危険を冒すと「アンセーフ・リリース (unsafe release) 」というペナルティを科される。

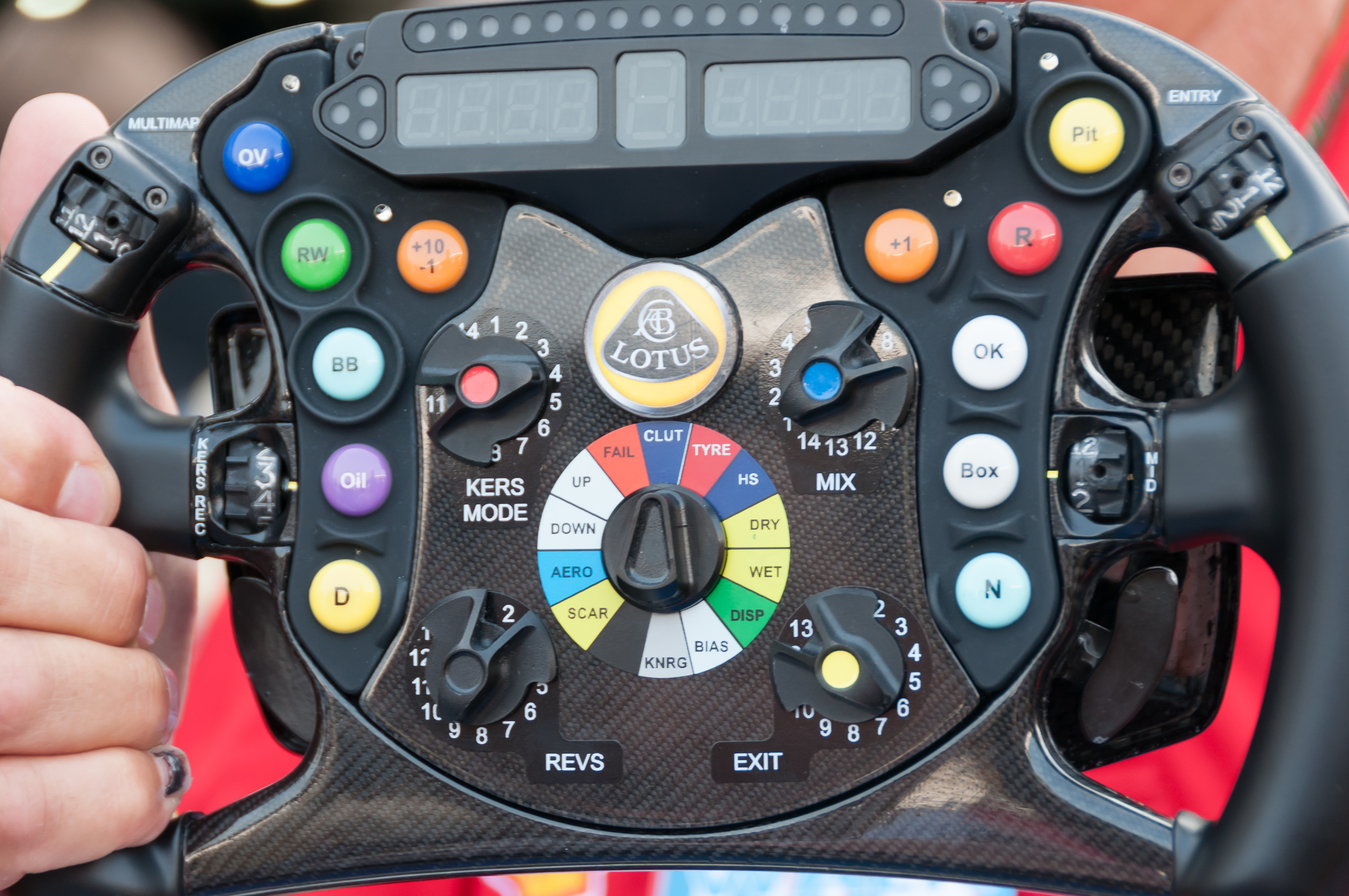
ロータス・E20のステアリング。右最上部の黄色いボタンがPITボタン

かつてはピットレーンに速度制限はなく、ピットアウト時に急加速して猛スピードで通過するのが当然だった。1994年のF1サンマリノGPではタイヤ交換後にピットレーンを走行中のマシンからタイヤが脱落し、メカニックを直撃して負傷させる事故が発生。次戦モナコGPよりピットレーンの通過速度に速度制限を設けたことが契機となり、多くのカテゴリーで速度制限が導入されるようになった。レーシングカーのステアリングには「PITボタン」があり、ピットレーン走行中これを押している間は制限速度以下になるようエンジンが自動調節される（FIA 世界耐久選手権 (WEC) のハイブリッドエンジン車はモーター駆動で走行する）。それでも速度オーバーしてしまうことが稀にあり、罰金やドライブスルーペナルティを科される。
本コース上でピットインするため減速する、もしくはピットアウト後に加速する際、急に進路変更することは後続車を重大な危険にさらす。ピットロード入口の手前には本コースからの侵入レーン、ピットロード出口の先には本コースへの合流レーンが白線で引かれており、その区間で白線を跨いだり、わずかでも踏むとペナルティを取られる。

### ピットへの入場
レース関係者以外の観客は原則としてピットエリアには入場できない。ただし、チームの招待客はパドックパスを受け取れば、パドックやピットガレージの屋上に入ることができる。パドックパスはチームが運営側に事前申請して発行されるもので、スポンサーへの接待などに使われ人気がある。またカテゴリによっては、Formula One Paddock Clubなどのように、一般にも（極めて高額だが）パスが販売される場合があり、中にはピットガレージ内に用意された特別席で観戦可能なものもある。
また一般客へのサービスとして、レース開催前や開催後にピットレーンを開放するピットウォークという時間が設けられている。ピットガレージ前では競技車両の展示やレーサーのサイン会、ピットストップ作業の速さを競うコンテストなどのイベントが催される。

## ピットでのルール

### 禁止行為
- 走行中はマーシャル以外、ピットウォールを超えて本コース側へ立ち入ることができない。
- ピットレーンは一方通行であり、逆走（もしくはリバースギアを使用する後進）はできない。ピットガレージに車両を後ろ向きに入れる場合は、エンジンを切り、クルーが手押しで作業する。
- ピットレーンのファストレーンに車両を停めることはできない。ピットストップ作業などは、インナーレーンのピットガレージ前の指定場所（ピットボックス）に停車して行う。
- ピットレーン走行中に追い抜きはできない（停車中の車両を追い越すことはできる）。
- ピットロードとピットレーンの境界には白線が引かれており、ピットレーン区間では制限速度以下で走行しなければならない。制限速度はピットレーンの長さや幅によって異なる。ピットレーンには自動速度違反取締装置が設置されており、速度制限をオーバーするとペナルティが科せられる。

### ピットの開放と閉鎖
- ピットロード入口とピットレーン終了地点には信号機があり、赤信号の場合はピットインもしくはピットアウトすることができない（ピットレーンクローズド）。
- フリー走行や予選では、スケジュールの開始時刻にピットレーン出口が開放される。予選で天候の悪化が予想される場合などは、ピットレーン出口に縦列駐車して開始時刻を待つことができる。
- レース開始前の所定時間にはピットレーン出口が閉鎖される。それまでにピットアウトできない車両は、正規のスターティンググリッドに付くことができない。この車両はピットレーン出口に停車してスタートを待ち、本コース上の車両が全て通過してからレースへの合流が認められる（ピットスタート）。
- レース中に全区間減速走行（フルコース・コーション）が指示された場合、ピットは一旦閉鎖状態とされ、青信号が表示されるまでピットインすることはできない。
- カテゴリーによっては、セーフティカーがコースインしている間のピットインを一切認めない場合もある（2016年以降のSUPER GTなど）。

### ペナルティ
レース中の反則についてはピットレーンを通過することで、科せられることが多い。ピットレーンは制限速度が設けられているためタイムロスをさせるのが目的である。
ドライブスルーペナルティ
ピットイン・アウト時に白線を踏むなどの軽い反則に対して、科せられる。ピットレーンを通過しなくてはならない。その際はピット作業をしてはいけない。ただしNASCARのように同時にピット作業が認められている珍しい例がある。
ペナルティストップ
ドライブスルーペナルティの対象になるものより重い反則に対して科される。ピットレーンを通り、通常のピットインのときに止まる場所、または決められた場所で、指定された秒数停止しなくてはならない。

## ピットストップ
レース中に競技車両がピットインする際、カテゴリにより内容は異なるが、おもに次のような作業が行われる。
- ドライバー / ライダーの交代
- 故障やアクシデントにより傷んだパーツの修理・交換
- セッティングの調整
- タイヤ交換
- 燃料再給油

### ピット作業に関する用語
ピットクルー
ピットストップ作業を担当するチームスタッフ。マシンの整備を行うメカニック達が担当し、役割分担が決められている。同時に作業できる人数は無制限の場合とルールにより規定されている場合があり、1人で何役もこなす場合もある。車との接触や火災発生などの危険が伴うため、ピットクルーにはヘルメットや防火スーツの着用が義務付けられている。
フルサービス
ピットでできる全ての作業を行うこと（トラブル対応を除く）。
スプラッシュ・アンド・ゴー
必要最低限の燃料だけを補給し、短時間でピット作業を終わらせること。カテゴリーによっては、タイヤ交換にかかる時間を省略できるため、作業時間を大幅に短縮することができる。
ウィンドウ
燃料やタイヤなどの消耗品を、補給または交換せずに走行できる周回数。フューエルウィンドウなら満タンで走れる周回数を指す。
レギュレーションで決められた「ピット作業を完了させる必要がある区間」。例えばGTWCアジアでは「レース開始から25分経過～35分経過まで」、スーパーフォーミュラであれば「レース開始から10周完了後～ファイナルラップの1周手前まで」がピットウィンドウとなる。

### 戦術的なピット作業
コース上ではコンマ数秒レベルの競り合いを行っているため、ピットストップでの数秒のタイムロスがレース結果に影響することがある。マシンの性能や選手の技量とは別に、ピット作業ではチームの組織力が問われる。ピットストップ専用の装備を用意し、訓練を重ねることもレースの一部である。
ピットストップのタイミングはおおむねタイヤの磨耗状況や燃料残量によって決まるが、ピットレーンの長さ（ピットストップにかかる時間）や、コースに復帰した際の他車との位置関係なども検討材料となる。
長距離・長時間走行する耐久レースでは、ピット作業が何度も行われる。競技距離が短いスプリントレースでも、あえてピットストップが必要になるレギュレーションが敷かれることがある。コース上でのペースを上げる代わりにピットイン回数を増やすか、コース上でのペースは落ちるがピット作業分をタイムロスを少なくするかなど、ピット作業を考慮した多岐にわたる戦略がとられる。
アンダーカット・オーバーカット
ピットストップを利用して、コース上での追い抜きをせずに、前方を走るライバルより順位を上げる作戦のこと。コース上での追い抜きの比較的困難な四輪のスプリントレースで、タイヤ交換が義務づけられているルール下で多用される。
アンダーカットはピットストップを早めに行い、グリップ力が強く速く走ることができる新しいタイヤを使用することで、古いタイヤを使いラップタイムの落ちたライバルより速いラップタイムで走り、コース上での追い抜きをせず順位を上げること。
オーバーカットはピットストップを遅らせ、先にピットストップを行ったが新しいタイヤの温度が上がらずグリップ不足の状態で速く走れないライバルよりも速いラップタイムで走り、コース上での追い抜きをせず順位を上げること。ただし近年のタイヤはタイヤ交換後のグリップ不足状態の時間が短いため、オーバーカットが成功する場面はアンダーカットに比べると少ない。

### フォーミュラ1

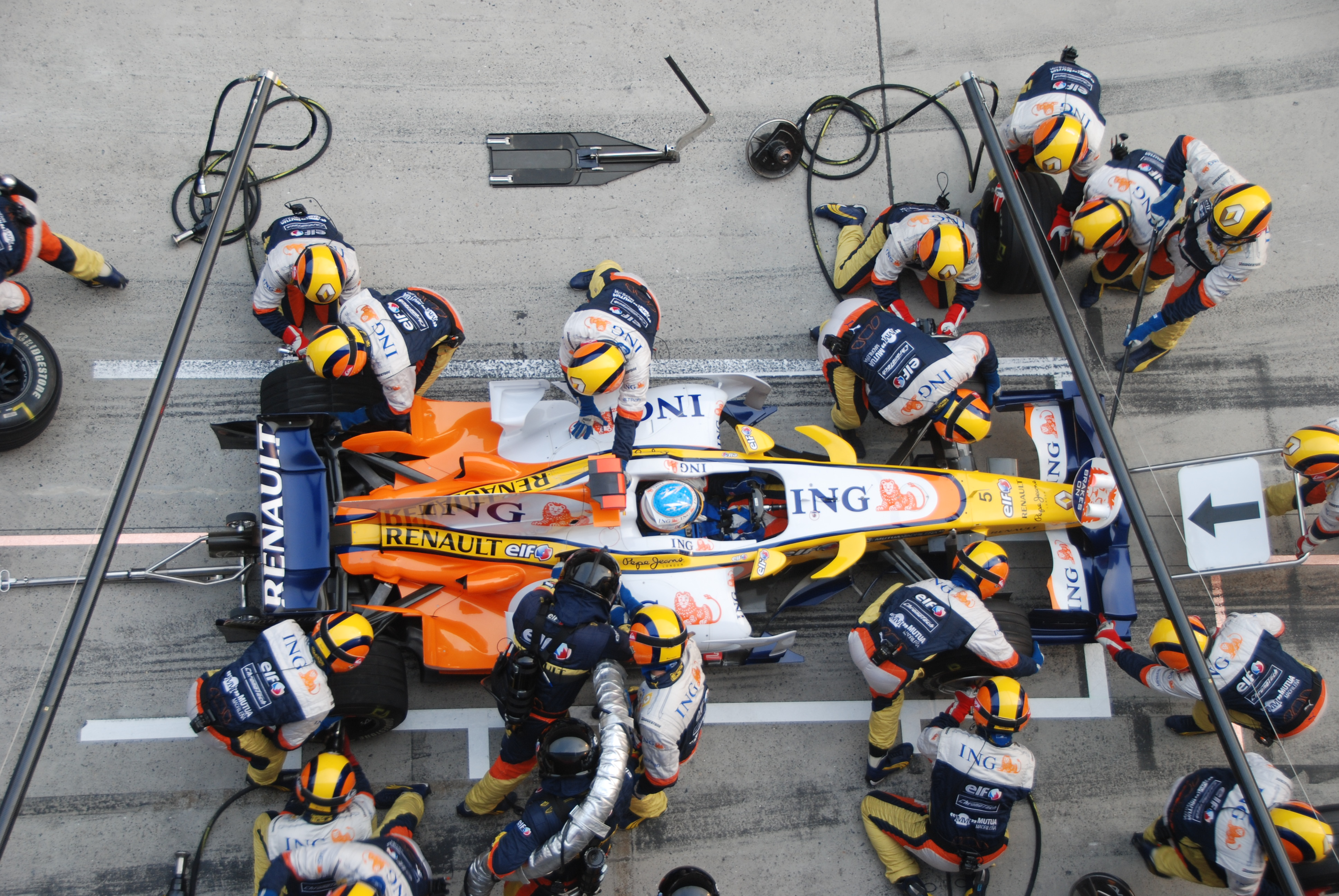
フェルナンド・アロンソのピットイン（2008年中国グランプリ）。

フォーミュラ1の場合、決勝レース中、1回のピット作業で約20人が同時に作業する。決勝レースが晴天の場合は2種類以上の晴天用タイヤを使用することがルールにより義務づけられているため、必然的に決勝レース中のピットストップが発生する。なお雨天の場合は一度もタイヤを交換せずに完走することがルール上は可能である。
1994年から2009年までの間は決勝レース中に給油が認められていた。給油注入量が1秒あたり12リットル以下と制限されていたため、ピットイン時間は速くても5秒、長い場合はミスのない場合でも10秒程度かかっていた。2010年以降はタイヤ交換のみとなり、所要時間は3秒程度となっている。トップチームは2秒台で完了する。

#### ピットクルー
- ロリポップマン（1人） : ロリポップと呼ばれる先に標識のついた2m程度の長い棒を持ち、ドライバーに停止位置を示したり、作業進行に合わせ1stギアに入れ待機するよう指示したりする。作業完了を確認し、ピットロードに進入してくる後続車がいなければロリポップを上げて発進を指示する。ロリポップとは所謂ペロペロキャンディで、見た目が似ている事からこう呼ばれる。ただし近年のF1ではロリポップマンを配置しないことが多い（後述）。
- ジャッキ担当（前後1人ずつ、合計2人） : 人力式のジャッキを使い車両を持ち上げる。車載式ジャッキや、パワーアシスト式ジャッキの決勝レース中のタイヤ交換での使用は禁止されている。
- タイヤ交換（1つのタイヤにつき3人、合計12人） : 1人はインパクトレンチを使い、センターロックホイールとタイヤをとめてあるナットを取り外し、新しいタイヤをナットでとめる。1人はナットを取ったタイヤを外す。1人は新しいタイヤをはめる。ただし、ルノーのように、一人がインパクトレンチとオールドタイヤを取り外す役目でもう一人がニュータイヤを取り付けるというふうにひとつのタイヤに2人の場合もある。
- スターターマン（1人） : エンストした場合に、スターターを使いエンジンをかける。
- スタビライザー・クルー（1人 - 2人）：タイヤ交換時のマシンの揺れを防ぐためにマシン本体を押さえる係。いない場合もある。

また場合によってはラジエーターやブレーキダクトに詰まったゴミを取り除いたり、破損した部品を取り替えたり、フロントやリアのウイングの角度を調整するなど様々なことが行われる。
給油が許可されていた頃は、以下の担当もいた。
- フューエルマン（3人） : 燃料給油を担当する。1人は給油ホースの先端のリグを持ち、給油が終了するときに抜く。もう1人がその給油ホース先端を持つクルーとホースを支え、もう1人は給油ホース全体を支える。
- 消火器マン（数人） : 燃料の給油口は、高温になっているエキゾーストの近くにあるので、燃料が漏れ、エキゾーストに触れると発火するので、発火した際すぐに消火できる様、消火器を持ち待機する。

2008年頃からロリポップマンのかわりに信号機を設置し、遠隔操作でドライバーに指示を出すチームも現れている。ジャッキ担当とタイヤ交換のインパクトレンチ担当、後続確認担当、そして給油があった頃は給油担当に作業終了・安全確認を報告するスイッチが割り当てられており、すべてが押された時点で自動的に青信号になる仕組みである。その場合停止位置を示すのはタイヤ交換担当となる。

### スーパーフォーミュラ
スーパーフォーミュラではピットクルーの人数に制限はないが、プラクティスセッション、ウォームアップ、決勝レース中にピットレーンに出て作業を行える人数は6名までと制限されている。またシグナリングプラットフォーム（サインボードエリア、ピットウォールスタンド）に入れる人数はマシン1台あたり4名までと規定されている。
前身のフォーミュラ・ニッポンでは日本レースプロモーションの定める内部規則により、1台あたり最大8名（日本自動車連盟によるフォーミュラ・ニッポン統一規則では最大12名）と限られていた。

#### ピットクルー
チームによって配置が若干異なる場合がある。
作業エリア外から長尺の道具等を使用して物品を受け渡しする行為は禁止されている。
- ロリホップマン（1人）
- タイヤ交換（4人）:4輪を1名ずつ担当し、インパクトレンチとタイヤ着け外しを1人で担当する。
- ジャッキ担当（1名）:自動ジャッキの使用が認められているため、ピットインの際にはフロントジャッキは自動的にジャッキアップされる。リアジャッキはピットストップと同時にジャッキをジャッキ担当が差し込み、機械でジャッキアップする。ピットアウトの際には、前後のジャッキは遠隔操作で自動的にジャッキダウンされ、フロントジャッキはジャッキ担当が撤去する。
- 消火器マン（2名）:2020年よりピット作業の6名には含まれなくなった。

2020年から給油が禁止されている。2019年までは給油担当が1名配置されており、タイヤ交換担当は3名だった。また2019年までは消火器クルーがピットクルーの6名に含められており、以下の陣容でピットストップを行っていた。
- ロリホップマン（1人）
- タイヤ交換（3人）:4輪を3名で担当するため、複雑なフォーメーションでタイヤ交換を行っていた。またジャッキ担当も兼務していた。
- 給油マン（1名）
- 消火器マン（1名）

### SUPER GT・スーパー耐久

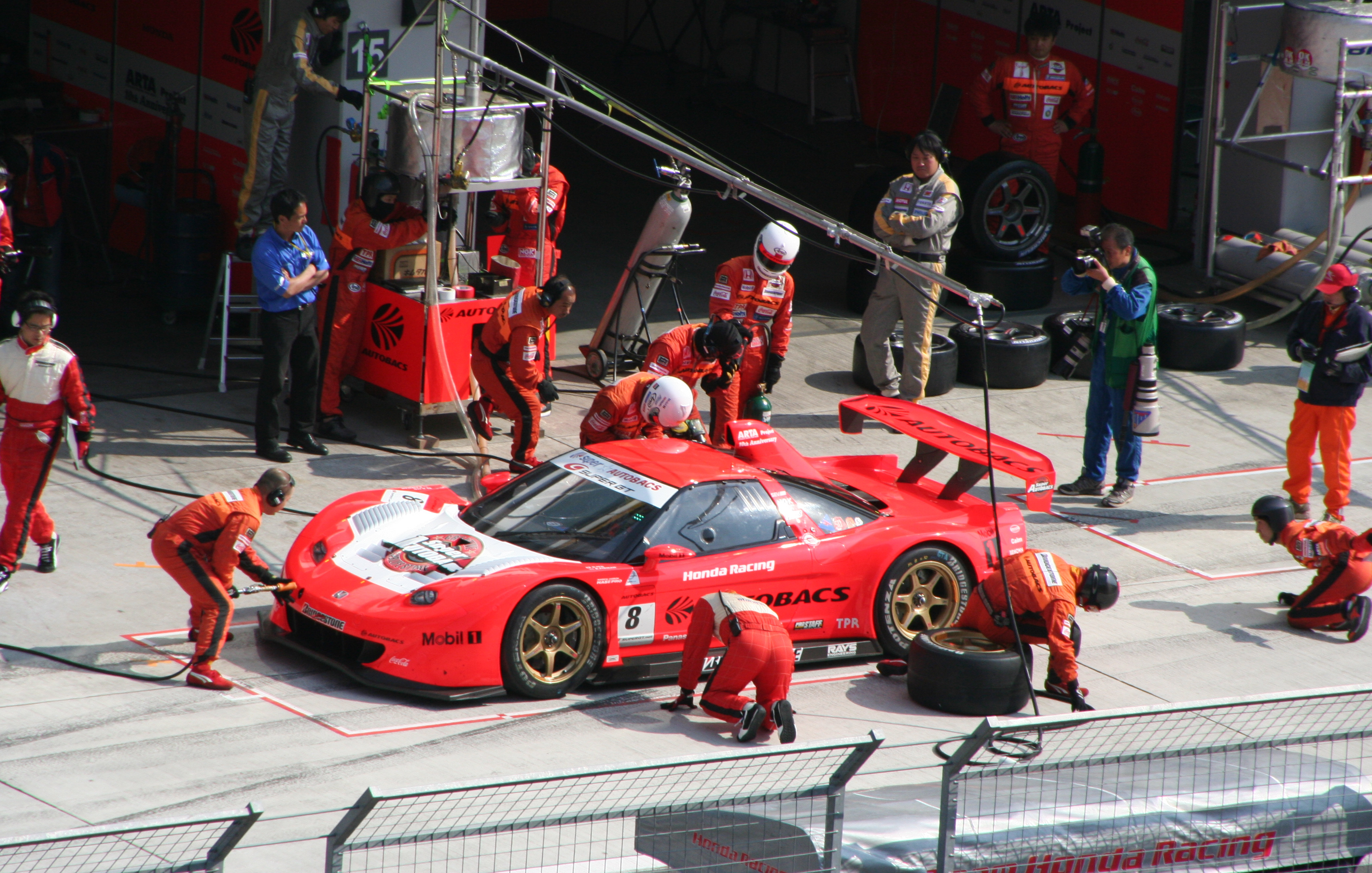
ARTAのピット作業。

SUPER GTやスーパー耐久では作業できる人数が限られ、全員が同時に作業をすることが認められていない。また、SUPER GTやスーパー耐久は2名以上のドライバーで1台のマシンを運転するのでドライバーの交代も同時に行われる。

#### ピットクルー
- ジャッキマン : 参戦車両にはエアジャッキが内蔵されていて、エアジャッキに空気圧を入れるホースを差し込むと車体が持ち上がる。タイヤ交換が終了すると、ホースを抜き、ドライバーに発進を示す。
- タイヤ交換（2人。1人あたり片側の前後輪2本のタイヤを担当する）
- フューエルマン（1人）
- 消火器マン（数人）

作業中でないクルーはドライバー交代の補助、フロントガラスのフィルム剥がしなどを行う。停車位置の指示は立て看板で行うため、ロリポップマンはいない。火災予防のため給油中はドライバー交代補助以外の一切の作業は禁止され、車両に指が触れた時点でピット作業違反となり、ドライブスルーペナルティで罰せられる。通常フルサービスはタイヤ2輪交換→給油→残りのタイヤ交換の順で行われる。

### NASCAR

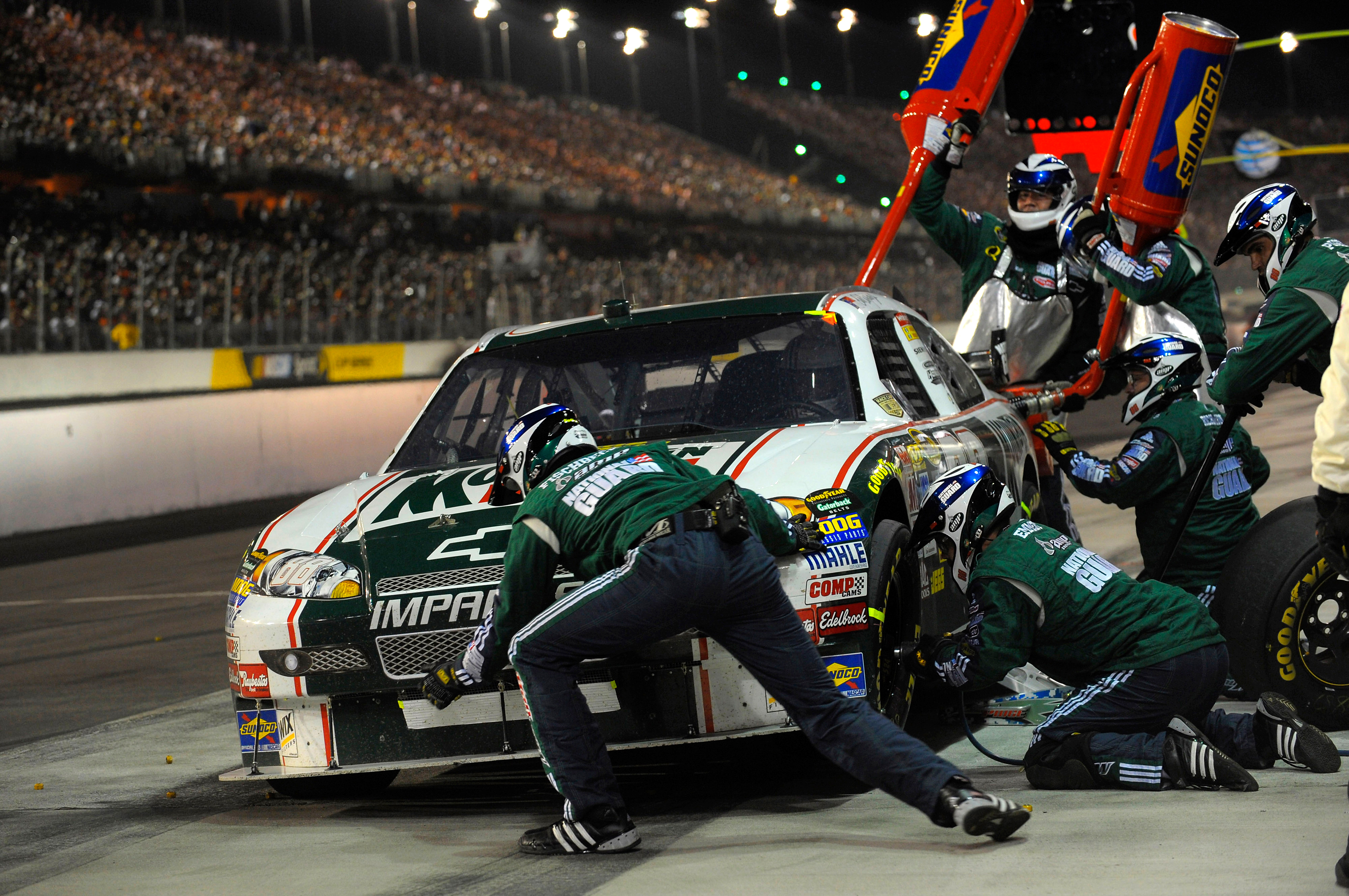
NASCARスプリントカップ・シリーズのピット作業（2008年）

NASCARにも作業人数の限定があるが、全員での同時作業は認められている。しかしウォールの外側からの補助が可能になっているのが特徴。作業時間は4タイヤチェンジで12 - 16秒、2タイヤチェンジで5 - 7秒、スプラッシュ・アンド・ゴーで2 - 3秒かかる。

#### ピットクルー
ピットボックス内で作業を行ってよいのは以下の計6名。
- ジャッキマン（1名） : NASCARではエアジャッキなどの使用は禁止されており、ガレージで使われるような人力による油圧式ジャッキで車体を片側ずつ持ち上げる。片側とはいえ車重1500kgの車体を2ストローク半でタイヤが取り外せる高さまで持ち上げるという重作業である。

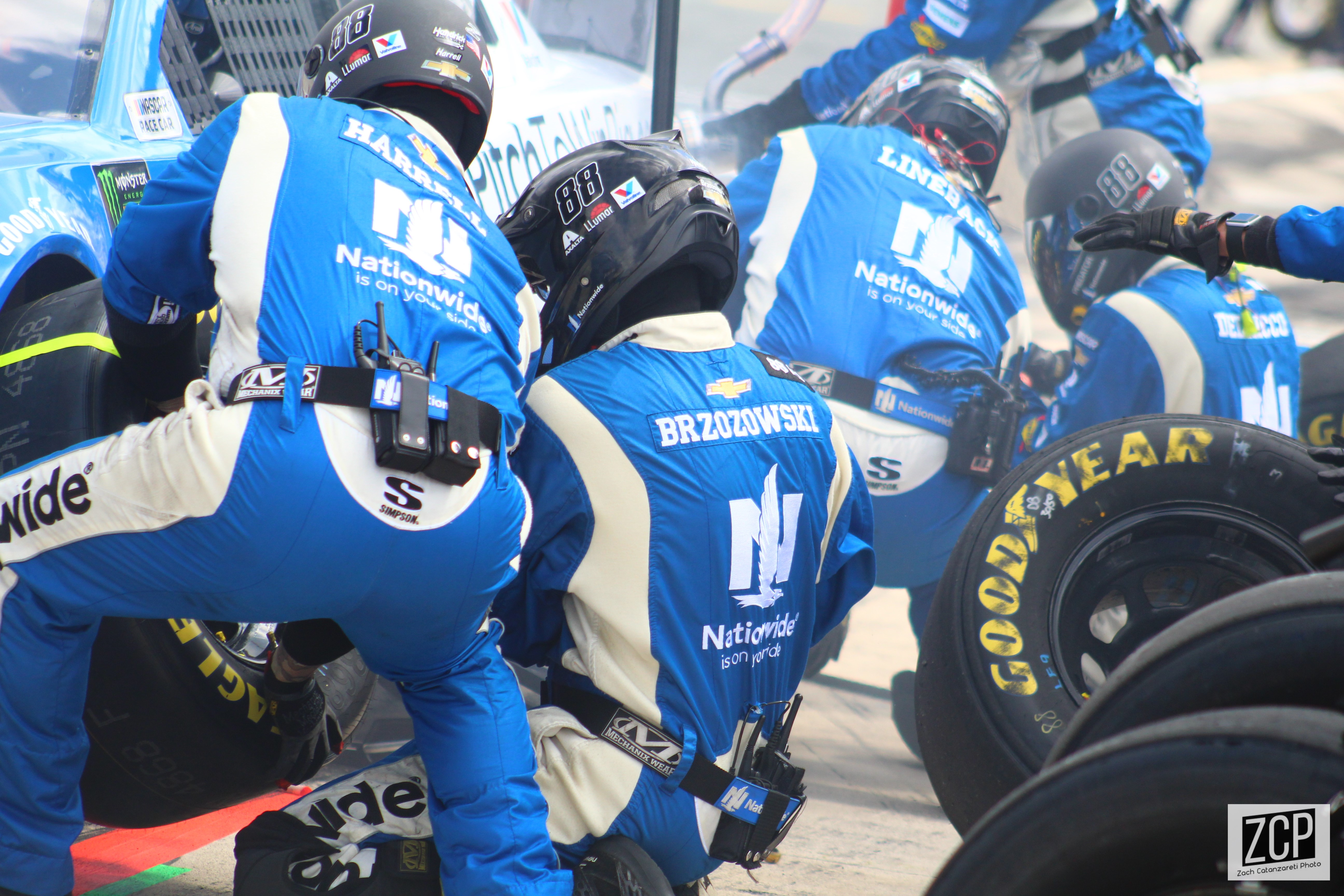
NASCARのタイヤチェンジャー (2019年)

- NASCARのタイヤチェンジャー (2019年)タイヤチェンジャー、タイヤキャリアー（フロント、リア各1名ずつ、計4名） : タイヤチェンジャーがインパクトレンチでラグナット（ホイールナット）の脱着と古いタイヤの取り出しを行い、タイヤキャリアーが新品タイヤのキープと、外された古いタイヤをウォール外へ転がしていく役割である。レギュレーション上車体が片側ずつしか上げられないため、コース側→ピット側と順番に作業を行う。NASCARでは2021年からセンターロックホイールが使用されているが、2020年まではセンターロックホイールや複数個を同時に着脱するインパクトレンチの使用は禁止されており、タイヤチェンジャーはホイールあたり5個のラグナットを一本ずつ脱着しなければならなかった。この時間を短縮するため、交換用のホイールには予めラグナットが接着されていた。
- ガスマン（1名） : NASCARでは機械給油が禁止されているため、燃料缶を使用した重力給油で行う。1本11ガロン（約42リットル、約30キログラム）の燃料缶を担いで給油を行うという厳しいポジション。
2011年シーズンまで「キャッチカンマン」というクルーが存在した。キャッチカンとは、満タン給油の際に溢れ出た燃料を回収する缶のことで、これを保持する役割を担当した。翌シーズン以降は余剰燃料を燃料缶に回収する構造に改良されたので、キャッチカンマンの出番はなくなった。

上記6名以外の補助的なピットクルーは下記の通り。
- ユーティリティーマン（1名） : ウインドシールドの捨てバイザーを剥がす（ティアオフ）、あるいはドライバーに新しいドリンクを手渡すなどの作業を行う際の追加要員。ピットボックス内で作業を行うが、マシンのセットアップに係る作業は禁止されている。
- サポートクルー（2 - 3名） : ウォール外から右サイド用タイヤを用意したり、長い柄の付いたブラシでフロントグリルを清掃するなど、ピット作業の補助を行う。

なお、リアタイヤキャリアーがマシンのアジャストをしたり、ガスマンがタイヤキャリアーを補助したりと、ピットボックス内での役割はある程度の自由が与えられている。

#### クルーチーフ
ピット作業の統括責任者。ピット作業のみならず、レース全体の戦略立案を担う、NASCARにおいてはドライバーの次に重要な役割である。優秀なクルーチーフはドライバーに勝るとも劣らぬ額の報酬が与えられており、ファンからの人気も高い。
ピットウォールを超えて（オーバー・ザ・ウォール）指示または作業することは禁止されている。

#### ウォーワゴン
他カテゴリにおけるピットウォールスタンドに相当する、二階部分に座席を設けた車輪付きの大型工具箱。大きなものでは10人程度分の座席が設けられている。
前列にクルーチーフ、エンジニア、カーオーナー等が座り、レース状況やテレビ中継映像を注視しながら随時ドライバーやピットクルーに指示を出す。ドライバーの配偶者が座っている光景もしばしば見られる。

### インディカー
インディカー・シリーズではピットロードに出て作業を行えるのは6人までと決められていて、一部のクルーには複数の役割が与えられている。またNASCAR同様ピットのガレージ内（ピットロードとガレージを隔てるウォールの内側）からの補助が可能になっている。作業時間は通常6 - 9秒かかる。

#### ピットクルー
- タイヤ交換（1本のタイヤにつき1人、合計4人）
  - マシンがインパクトレンチやそのホースなどに接触するとペナルティとなるため、ピット進入時はピットロード側（ガレージから遠い側）のリアタイヤ担当はガレージ側でインパクトレンチを持って待機する。また発進時は、ピットロード側のフロントタイヤ用インパクトレンチは作業が終了するとガレージ内からホースを引っ張って撤去する。
  - フロントタイヤを担当するクルーは、必要に応じてフロントウィングの角度を調整する。
  - さらにピットロード側のフロントタイヤ担当のクルーは、作業が完了すると後続車が来てないかの安全確認を行い、ドライバーに発進の指示を出す。このためインディカーのピットにはロリポップマンが存在しない。
- エアジャッキ担当（1人）：マシンが停車すると車体最後部から車載式エアジャッキに空気を送り込む「ベントホース」を差し込む。リアタイヤの交換を手伝う場合もある。
- 燃料補給（1人） : ベントホースが差し込まれた後、エタノール燃料をタンクに供給する。

- サポートクルー : 給油が完了した後、水を噴射してマシンに付着したエタノールを洗い落とす。ガレージの内側から作業を行う。
- 飲み物類の補充をドライバーが要求した場合、長い棒の先に飲み物のボトルをくくりつけてガレージ内から差し出すこともある。

## スポッター
インディカーやNASCARのオーバルコースでのレースには、ピットにはいないために厳密に言えばピットクルーではないが、スポッターと呼ばれるスタッフが参加する。スポッターはグランドスタンドの最上部にあるスポッタースタンドと呼ばれる席からコース全体を見渡し、走行中のドライバーに無線で左右後方の安全確認（振動のためバックミラーはほとんど見えない）やコース状況、クラッシュが発生した場合には発生位置や障害物の有無などの報告などを行う。